# Revue des Deux Mondes
Revue des deux Mondes (în română: Revista celor două lumi) este o revistă literară și de afaceri culturale în limba franceză care a fost publicată, lunar, la Paris din 1829.
Potrivit site-ului său, ea este astăzi „un loc pentru dezbateri și dialoguri între națiuni, discipline și culturi, despre cele mai importante subiecte din societățile noastre”. Principalul acționar este grupul FIMALAC al lui Marc Ladreit de Lacharrière.

## Istoric
Revue des deux Mondes a fost fondată de către Prosper Mauroy și Pierre de Ségur-Dupeyron ca un jurnal politic, de administrație și de moravuri, având prima apariție la 1 august 1829. El urma să ofere un forum de idei în Franța, în relație cu alte țări din Europa și cu continentul american în particular. Titlul său devine în ianuarie 1830 Revue des deux mondes. Journal des voyages, de l'administration et des mœurs, etc., chez les différens peuples du globe ou archives géographiques et historiques du XIXe siècle ; rédigée par une société de savants, de voyageurs et de littérateurs français et étrangers.
Revista a fost achiziționată de către un tânăr tipograf, Auguste-Jean Auffray, care l-a convins pe colegul său de cameră de la universitate, François Buloz, să preia funcția de redactor-șef: axarea sa inițială pe turism și afaceri externe a fost schimbată curând; potrivit site-ului său, el a fost creat în scopul de a „stabili o punte de legătură culturală, economică și politică între Franța și Statele Unite ale Americii”, adică între Lumea Veche și cea Nouă. François Buloz a achiziționat revista în anul 1831, conducând-o până în 1877. Un alt redactor influent din istoria sa a fost Ferdinand Brunetière (după 1893).
Aici au publicat Alexandre Dumas, Alfred de Vigny, Honoré de Balzac, Sainte-Beuve, Charles Baudelaire, George Sand, Alfred de Musset și alte nume mari ale literaturii din acea vreme, deoarece literatura avea inițial o pondere predominantă în conținutul revistei.
Obiectivul revistei era de a dezvolta un spirit critic și analiza vieții politice în general (metode de administrație, organizare civilă și politică, resurse financiară, industriale și agricole), prin comparație cu ceea ce se întâmpla în restul lumii. Potrivit editorialului primului număr: „de a vedea aceleași principii înțelese și aplicate în mod diferit în Franța și Anglia, Brazilia și Germania, pe țărmul statului Delaware și pe malurile Mării de Sud”. Cele două lumi sunt deci Franța și restul lumii.
Politica, economia și artele au ocupat un loc important în paginile revistei. Liberală până în 1848, ea a efectuat un viraj înspre conservatorism. În perioada celui de-al Doilea Imperiu Francez, ea a devenit o revistă de opoziție. După moartea în 1877 a lui François Buloz, care-l sprijinise pe Adolphe Thiers, revista a fost redactată, printre alții de Charles Buloz, fiul lui François, care l-a primit pe Paul Bourget, apoi de Ferdinand Brunetière, critic influent și membru al Academiei Franceze din 1900, Francis Charmes (Academia Franceză, 1908), René Doumic (Academia Franceză, 1909), André Chaumeix (Academia Franceză, 1930), Claude-Joseph Gignoux de la Institut de France. Ea avea 26.000 de abonați în 1885.
Printre primii colaboratori care au contribuit în mod regulat și au întemeiat reputația revistei de mijloc de haute culture pentru o elită liberală au fost Albert de Broglie, François Guizot, Jacques Nicolas Augustin Thierry, Ludovic Vitet, Paul-Francois Dubois, criticii literari Charles Augustin Sainte-Beuve și Gustave Plache, și Jean-Jacques Ampère.
La sfârșitul secolului al XIX-lea, sub influența lui Ferdinand Brunetière, revista a sprijinit Biserica Catolică împotriva ofensivei anticlericale. La fel ca marea majoritate a revistelor, ea a fost politizată tot mai mult cu ocazia și din cauza afacerii Dreyfus. În anul 1945 și-a schimbat titlul în cel de La Revue, littérature, histoire, arts et sciences des Deux Mondes. Apoi a fuzionat în 1956 cu revista lunară Hommes et mondes. Devenită revistă lunară în 1969, ea a fost redenumită Revue mensuelle des Deux Mondes în 1972, pentru a reveni la titlul original La Revue des Deux Mondes în 1982.

## Redactori-șefi
- François Buloz, 1831-1877;
- Charles Buloz, 1877-1893;
- Ferdinand Brunetière, 1893-1906;
- Francis Charmes, 1907-1915;
- René Doumic, 1916-1937;
- André Chaumeix, 1937-1955;
- Claude-Joseph Gignoux, 1955-1966;
- Jean Vigneau, 1966-1970;
- Jean Jaudel, 1970-1991;
- Jean Bothorel, 1991-1995;
- Bruno de Cessole, 1995-1999;
- Nathalie de Baudry d'Asson, 1999-2002;
- Michel Crépu, 2002-2014;
- Valerie Toranian, 2014 - prezent.